# Nagylábú törökmadár
A nagylábú törökmadár (Pteroptochos megapodius) a madarak (Aves) osztályának verébalakúak (Passeriformes) rendjébe, ezen belül a fedettcsőrűfélék (Rhinocryptidae) családjába tartozó faj.

## Rendszerezése
A fajt Friedrich Heinrich von Kittlitz német ornitológus írta le 1830-ben.

## Alfajai
- Pteroptochos megapodius atacamae Philippi B, 1946
- Pteroptochos megapodius megapodius Kittlitz, 1830[2]

## Előfordulása
Chile területén honos, az ország egyik endemikus madara. Ebben a dél-amerikai országban több nemzeti parkban is fellelhető. 3700 méteres tengerszint feletti magasságban is megtalálható. Természetes élőhelyei a trópusok és szubtrópusok magaslati cserjések.

## Megjelenése
Testhossza 23-24 centiméter.

## Természetvédelmi helyzete
Az elterjedési területe nagyon nagy, egyedszáma pedig stabil. A Természetvédelmi Világszövetség Vörös listáján nem fenyegetett fajként szerepel.

## Képek

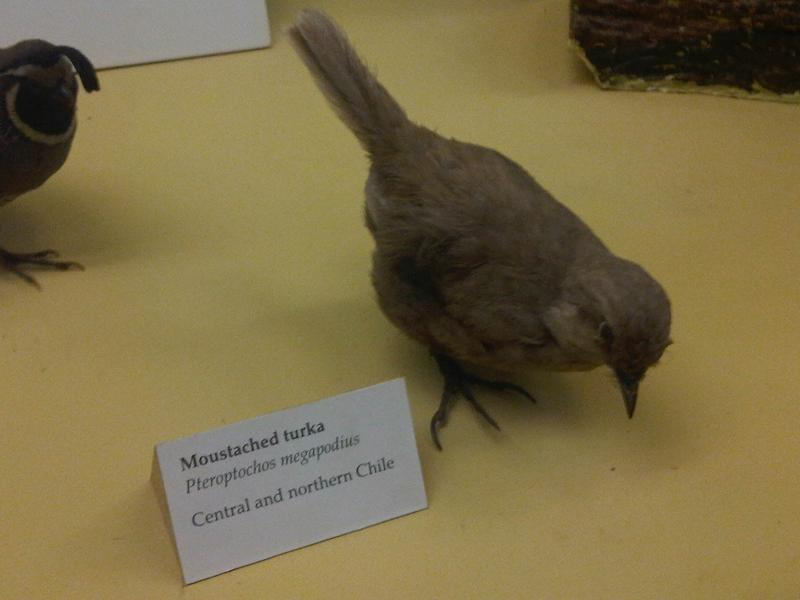
Kitömött példány a londoni Természettudományi Múzeumban
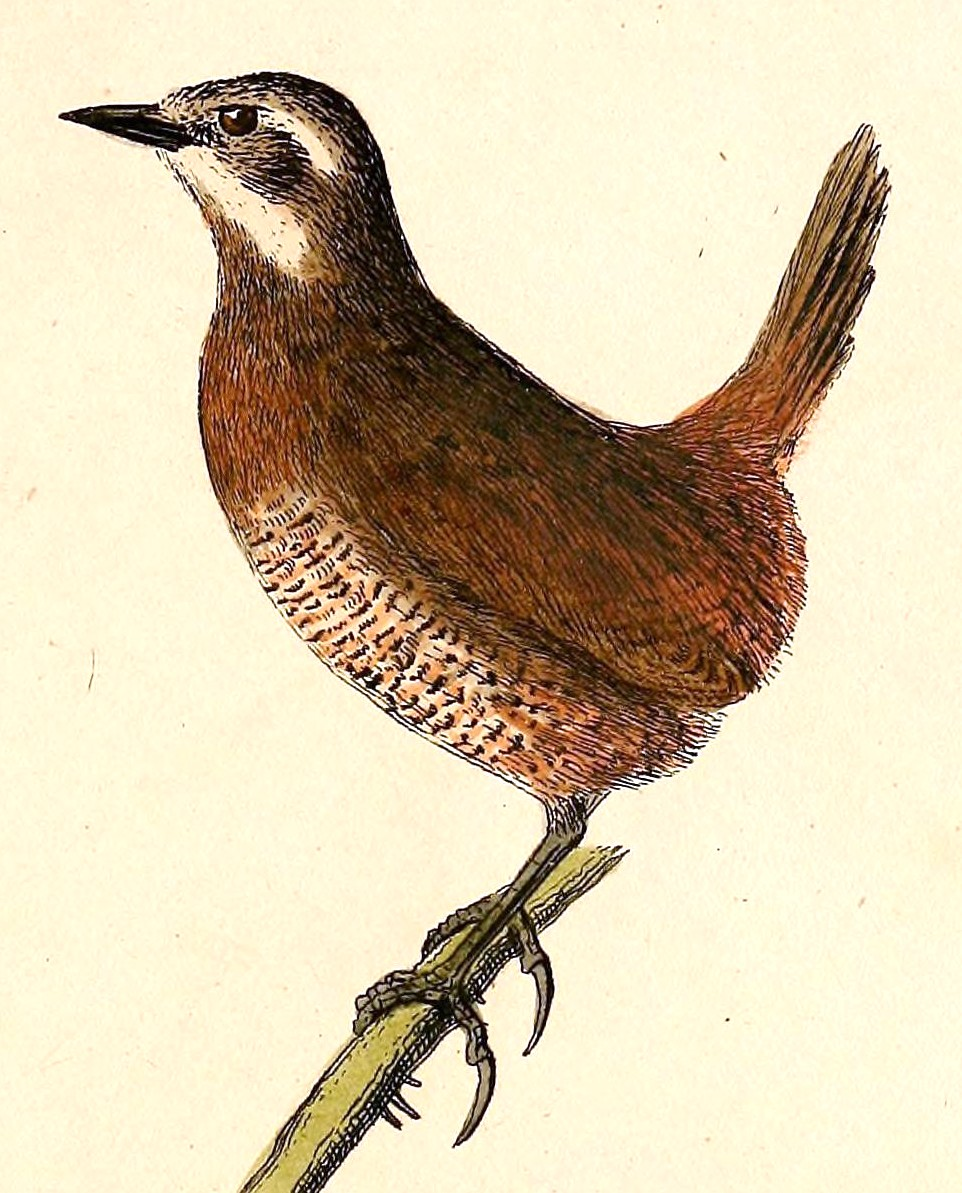
Rajz a madárról
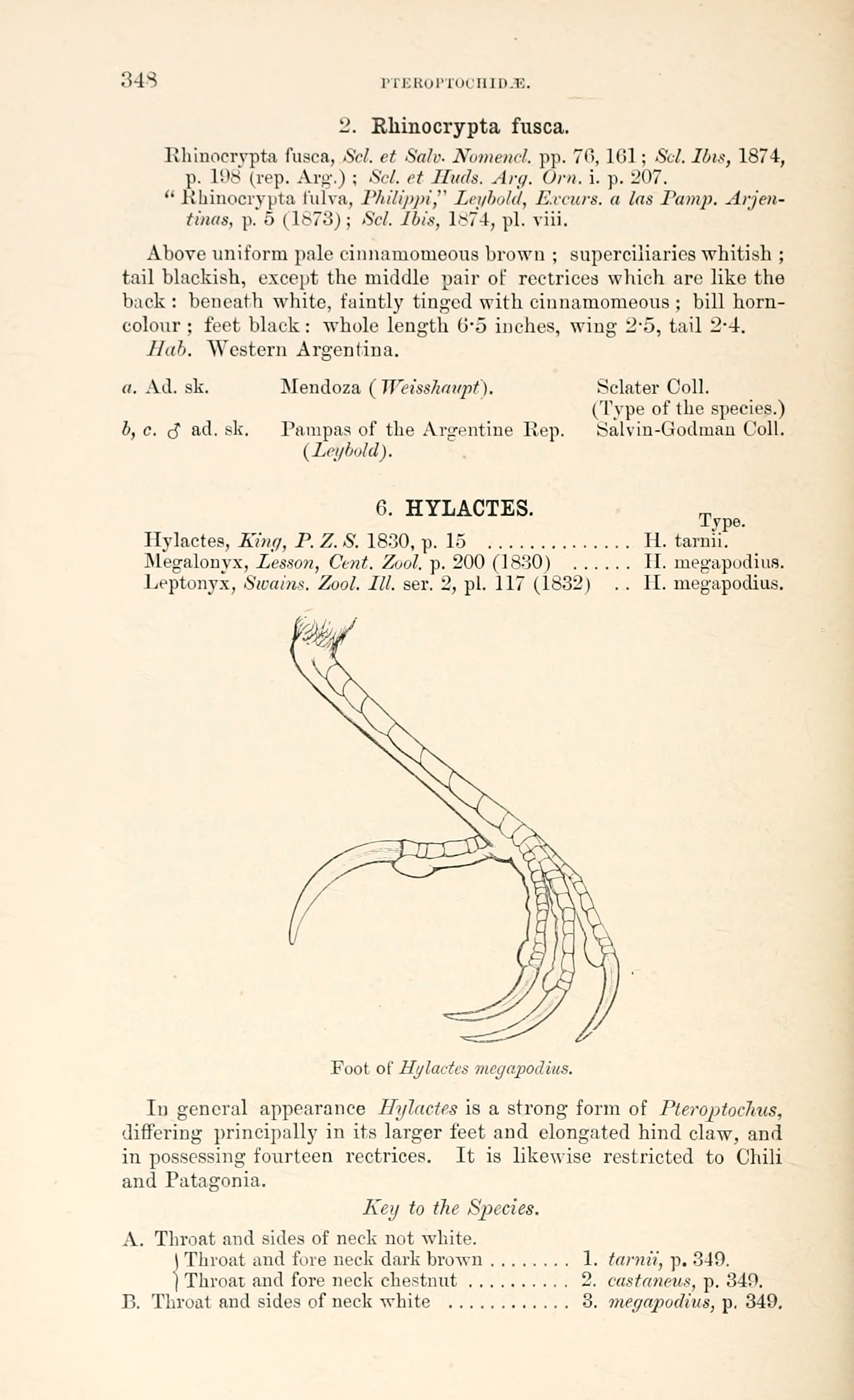
és a lábáról